# Scholtambt van Liemers
Het scholtambt van Liemers of ambt Liemers was een bestuurlijk gebied in het hertogdom Kleef. Uit een oorkonde van het jaar 1348 omschreef graaf Johan I van Kleef dat het gebied bestond uit: Zevenaar, Wehl, Duiven, Groessen, Didam en Beek. Ook Westervoort hoorde er oorspronkelijk bij, dat ging samen met Didam aan de heer van Bergh. Deze verkreeg ook Beek in 1447 als pand in zijn bezit. Het rentambt Liemers bestond in 1340 onder meer uit Wehl, Babberich, Loo, Westervoort, Duiven, Groessen, Beek en Zeddam in de streek de Liemers.

## Geschiedenis
De Gelderse graaf maakt in de 14e eeuw veel kosten wegens voortdurende oorlogen. Reinald III ziet zich daardoor in 1355 genoodzaakt het ambt Liemers en Emmerik aan zijn zwager Johan I van Kleef te verpanden. Gelre lost dit pand hierna nooit meer in, waardoor de verpande gebieden tot Kleef blijven behoren.
Grote veranderingen voor het gebied kwamen ten tijde van de Franse overheersing. Het Kleefse Ambt Liemers werd in 1806 bij het groothertogdom Berg gevoegd. Twee jaar later werd de Liemers bij het Koninkrijk Holland gevoegd. In 1813 waren de Fransen verslagen, en werd alles weer als "vanouds"" en werden Kleefse gebieden onder Pruisisch gezag geplaatst. Echter het Ambt Liemers werd niet hersteld, maar gesplitst in de Bürgermeistereyen Duiven en Zevenaar. Het Congres van Wenen normaliseerde de rijksgrens, waardoor de Pruisische soevereiniteit na tweeënhalf jaar ophield te bestaan. Op 1 juni 1816 werd het gebied aan het Koninkrijk der Nederlanden toegevoegd. Schenkenschanz en een deel van Bergh ten zuiden van de beek De Wild gingen als compensatie daarvoor naar Pruisen, waardoor de stad Emmerik werd uitgebreid met Borghees, Speelberg, Klosterberg, Hassent.